# 距刺复镖水蚤
距刺复镖水蚤（学名：Allodiaptomus calcarus）为镖水蚤科复镖水蚤属的动物，是中国的特有物种。分布于广东、广西、贵州等地，多见于亚热带的池塘和江河中。